# Каролина Августа Баварска
Каролина-Шарлота Августа Вителсбах е принцеса на Бавария и императрица на Австрийската империя, съпруга на император Франц II.

## Биография
Каролина е родена на 8 февруари 1792 г. в Манхайм, днешна Германия. Дъщеря е на баварския крал Максимилиан I Йозеф и принцеса Августа Вилхелмина фон Хесен-Дармщат.
На 8 юни 1808 г. в Мюнхен Каролина Августа се омъжва за принц Вилхелм Вюртембергски (1781 – 1864), бъдещия крал на Вюртемберг. След Наполеоновите войни Вилхелм Вюртембергски се влюбва във великата руска княгиня Екатерина Павловна, дъщеря на руския император Павел I. Решен да обвърже живота си с великата руска княгиня, Вилхелм разтрогва брака си с Каролина през 1814 и през 1816 г. се жени за Екатерина Павловна.
След развода с Вилхелм Вюртембергски Каролина се завръща в родната Бавария. На 10 ноември 1816 г. Каролина Августа се омъжва за Франц II, император на Австрия, крал на Унгария и Бохемия. След сватбата си тя получава титлата императрица на Австрия и кралица на Унгария и Бохемия. Новата австрийска императрица не се ползва с никакво влияние в политиката на съпруга си.
Каролина и Франц II нямат деца. След смъртта на Франц II, през март 1835 г., овдовялата императрица се устновява в Залцбург при сестра си София, чийто син Франц Йосиф заема престола на Австрийската империя през 1848 г. Каролина не запазва титлата императрица след смъртта на съпруга си. До края на живота си тя се ползва с голямо уважение от племенника си и става близка приятелка на съпругата му Елизабет, която е и нейна племенница.
Каролина Августа умира на 9 февруари 1873 г. във Виена на 81-годишна възраст.